# 영천중학교 영현분교
영천중학교 영현분교는 경상남도 고성군 영현면 봉림리에 있었던 공립 중학교이다.

## 연혁
- 1955년 6월 20일 영현중학교 설립인가
- 1999년 9월 1일 영천중학교 영현분교장으로 개편
- 2008년 3월 1일 본교로 통폐합